# Klas Hellborg
Klas Ragnar Hellborg, född 24 december 1941, död 10 oktober 1992 i Lund, var en svensk anarkist, journalist och konstnär[förklaring behövs].
Klas Hellborg var son till Sune Hellborg och Gun Bernstrup och växte upp i Lund. Han var aktiv 1968 års händelser i Lund. Han är bland annat känd för att i maj 1969 ha rivit ned och huggit i David Klöcker Ehrenstrahls tre gånger två meter stora målning av Karl X Gustav på Akademiska Föreningen. Hellborg är begravd på Norra kyrkogården i Lund.